# 巴润扎拉庙
巴润扎拉庙，赐名“聚福寺”，位于内蒙古自治区锡林郭勒盟苏尼特左旗，是一座藏传佛教格鲁派寺院。

## 简介
巴润扎拉庙位于巴彦乌拉苏木所在地以北3公里处。该庙活佛老布桑拉希，于1736年在哈那哈达建庙，并应邀赴北京参加《丹珠尔》蒙古文翻译工作。乾隆帝知其才智，恩准29名度牒，赐其设庙为“聚福寺”，并赐蒙古文、汉文、藏文、满文四种文字的“聚福寺”匾。1777年，该寺从哈那哈达迁址到巴润扎拉山坡，建有中部大殿40间二层，此外还有7个寺堂，8所经舍，9个舍院，喇嘛500人，并有数千头/只牲畜及财产。
巴润扎拉庙有五代转世活佛，从活佛老布桑拉希起，第二世活佛嘎拉桑达尔巴扎拉桑，第三世活佛老布桑普日来扎木苏，第四世活佛老布桑道格批然来扎木苏，第五世活佛嘎拉桑勒格喜德老然扎木苏。
1958年，利用该庙的房屋建立了巴彦乌拉苏木完全学校。1961年以后，该庙归巴彦乌拉综合厂使用。